# Distrito de Coímbra
El distrito de Coímbra (en portugués distrito de Coimbra) es uno de los dieciocho distritos que, junto con Madeira y Azores, forman Portugal. Con capital en la ciudad homónima, limita al norte con Aveiro y Viseo, al este con Guarda y Castelo Branco, al sur con Leiría y al oeste con el océano Atlántico. 
Pertenece en su mayor parte a la provincia tradicional de Beira Litoral, si bien varios municipios de su parte este se dividían entre las provincias de Beira Alta y de Beira Baixa. Tiene un área de 3970,27 km² (12º mayor distrito portugués); una población residente en el año 2011 de 430 104 habitantes y su densidad de población es de 108,33 hab./km². 

## Geografía
La principal característica geográfica del distrito de Coímbra es el valle del río Mondego, que domina el paisaje en todo el occidente del distrito y constituye, con los valles de dos de sus afluentes, el río Alva y el río Ceira, las principales características de la zona oriental. El distrito se divide, pues, en dos mitades:
En la occidental se extiende una planicie costera, atravesada, al sur, por el curso inferior del Mondego. Esta área prolonga la planicie costera del distrito de Aveiro y tiene la mayor altitud (no más de 200 m) en el cabo Mondego, cerca de Figueira da Foz. Al oriente, por el contrario, se levantan las montañas. Al noroeste de esta área, el relevo todavía no es muy pronunciado, con la Sierra de Buçaco alcanzando tan solo 549 m de altitud. Pero al sudeste domina el sistema montañoso de la Sierra da Estrela, con la Sierra de Lousã llegando hasta los 1205 m de altitud, y la Sierra de Açor hasta los 1418 m. El distrito termina en plena vertiente occidental de la sierra da Estrela, a poco más de 10 km de las mayores altitudes del territorio continental portugués.
Como ya se vio, el Mondego domina la hidrografía, corriendo de nordeste a sudoeste en el curso superior y de este a oeste en el curso inferior, donde está rodeado de terrenos pantanosos. Todo el distrito está integrado en su cuenca hidrográfica, a excepción del litoral norte y de la extremidad sudeste, y todos los otros ríos principales son sus afluentes. El río Alva atraviesa la zona oriental del distrito, de este a oeste, igual que el río Ceira, un poco más al sur. El río Corvo, por su parte, corre de sur a norte, desembocando en el Mondego muy cerca de Coímbra, al igual que el río Soure, al occidente y el río Carnide, más al oeste. Todos estos ríos son afluentes de la margen izquierda del Mondego, que prácticamente no tiene afluentes en la margen derecha en el distrito de Coímbra. En el sudeste del distrito, el río Pampilhosa es un afluente de la margen derecha del río Cécere. El mismo Cécere sirve de frontera con el distrito de Castelo Branco.
En el Mondego existe un gran embalse, el de Aguieira, que sirve de frontera con el distrito de Viseo. En el Alva existen los embalses de Rei de Moinhos y de Fronhas. En el Ceira se encuentra el embalse de Ceira y el de Monte Redondo. 
La costa es en general arenosa y baja, con excepción del cabo Mondego. Hacia el norte se extienden muchas dunas, que se prolongan varios kilómetros hacia el interior, sembradas de pequeñas lagunas. La porción más al norte del litoral del distrito, en el municipio de Mira, es ya una parte pegada al sistema lagunar de la ría de Aveiro, y casi todo el noroeste del distrito pertenece a la cuenca hidrográfica ría de Aveiro - río Voga.

## Subdivisiones
El distrito de Coímbra se subdivide en los siguientes 17 municipios:
- Arganil
- Cantanhede
- Coímbra
- Condeixa-a-Nova
- Figueira da Foz
- Góis
- Lousã
- Mira
- Miranda do Corvo
- Montemor-o-Velho
- Oliveira do Hospital
- Pampilhosa da Serra
- Penacova
- Penela
- Soure
- Tábua
- Vila Nova de Poiares

En la actual división regional del país, el distrito está integrado en la Región Centro y dividido en dos subregiones, una de las cuales integra además municipios pertenecientes al Distrito de Leiría: Baixo Mondego y Pinhal Interior Norte. En resumen:
- Región Centro
  - Baixo Mondego
    - Cantanhede
    - Coímbra
    - Condeixa-a-Nova
    - Figueira da Foz
    - Mira
    - Montemor-o-Velho
    - Penacova
    - Soure

  - Pinhal Interior Norte
    - Arganil
    - Góis
    - Lousã
    - Miranda do Corvo
    - Oliveira do Hospital
    - Pampilhosa da Serra
    - Penela
    - Tábua
    - Vila Nova de Poiares